# 콩집
콩집(KongZip)은 CDSpace 개발 업체 스페이스 인터내셔널에서 만든 압축 유틸리티이다. 아직 알파버전이지만 압축이나 해제같은 기본적인 기능을 지원한다.

## 지원 포맷
압축하기 지원은 7z, ZIP 등을 지원한다. 압축풀기는 7z, ZIP, RAR, ALZ, ARJ, LHA, GZ 등을 지원한다.

## 같이 보기
- 압축 소프트웨어의 비교